# Elettra Deiana
Elettra Deiana (Cagliari, 23 maggio 1941 – Roma, 4 febbraio 2023) è stata una politica e attivista italiana.

## Biografia
Laureata in Lettere presso la Sapienza di Roma, insegnò nelle scuole pubbliche. Fra gli anni '60 e gli anni '80 partecipò ai movimenti del '68 e quelli successivi, da sempre vicina agli ambienti del femminismo e del pacifismo. 
Membro della Lega Comunista Rivoluzionaria (sezione italiana della IV Internazionale), quando questa nel 1989 si sciolse dentro a Democrazia Proletaria ne divenne membro della direzione nazionale.
Aderì sin dalla nascita al Partito della Rifondazione Comunista, facendo anche parte degli organismi dirigenti nazionali. Eletta alla Camera dei deputati nel 2001 (restando a Montecitorio per due Legislature), operò nella Commissione Difesa sui temi della pace e della critica delle nuove dottrine militari relative alla guerra globale e preventiva. Fu una delle promotrici del Forum dei parlamentari contro la guerra. 
Dopo le elezioni politiche del 2008 non venne rieletta in Parlamento. 
Dal 2009 fu membro della Presidenza Nazionale di Sinistra Ecologia Libertà (come responsabile Pace e Disarmo). Al suo scioglimento aderì a Sinistra Italiana.
Morì all'età di 81 anni nel febbraio 2023.